# Emden (brod)
Emden je laka krstarica Njemačke ratne mornarice iz 2. svjetskog rata, 3. brod Njemačke ratne mornarice s tim imenom.
Po potpisivanju Versajski sporazuma 1920. godine, Njemačka je obrambena moć bila radikalno ograničena. Mornarica je smjela imati 6 bojnih brodova istisnine do 10 000 t, 6 krstarica istisnine do 6 000 t, 12 torpedoborca do 800 t i 12 torpednih čamaca do 200 t. Stare brodove koji su se smjestili u te tonaže su mogli zamijeniti novijima, ali samo do dozvoljene tonaže. S obzirom na zastarjelost takve flote, Weimarska Republika je odmah pristupila po potpisivanju sporazuma gradnji novih modernih brodova. 
Prvi koji se počeo graditi je bila laka krstarica Emden koja je trebala zamijeniti Niobe. Konstrukcija broda je proizlazila iz iskustava stečenih u Prvom svjetskom ratu. Mnoga ratna brodogradilišta bila su zatvorena, a projekti uništeni, tako da se moralo poći kompletno iz početka. Premda se razmišljalo o korištenju 4 topovske kule s po dva topa, odabrana je pod pritiskom Saveznika konstrukcija s 8 kula s po jednim topom u svakoj, jer protivnici nisu imali niti jednu krstaricu koja bi mu mogla konkurirati. 
To rješenje nije se pokazalo najboljim jer je povećalo cjelokupnu tonažu, a i otežalo koordinaciju prilikom paljbe. Naoružanje je sačinjavalo 8 glavnih topova kalibra 150 mm Krupp SK L/55 (veći kalibar je bio na krstaricama zabranjen sporazumom). Top je bio težak preko jedanaest tona, a na udaljenost od 17 km je izbacivao rasprkavajuće granate mase 50 funti ili protivoklopne mase 100 funti. Sekundarno naoružanje činili su 88 mm Flak L/45 topovi namijenjeni prvenstveno protuavionskoj obrani. Njih su 1944. godine htjeli zamijeniti topovima kalibra 105 mm, ali od tog su odustali. Također su odustali i od zamjene topova nevođenim protuavionskim raketama kalibra 73 mm. Uz 88-ce na brod su od 1938. godine bili postavljeni daljnji protuavionski topovi kalibra 40, 37 i 20 mm čiji se raspored i broj tokom rata mijenjao. Sa svake strane nalazile su se po dvije torpedne cijevi promjera 500 mm do 1934. godine, a kasnije 533 mm.
Oklop broda nije bio velik niti u doba nastanka broda. Potpalublje je bilo zaštićeno s gornje strane 20 mm debelim oklopom osim iznad municijskih komora, gdje je bio debljine 40 mm. Bočni oklop i oklop topovske kule je bio debljine 50 mm. Jedino je komandni most bio oklopljen debljim bočnim oklopom debljine 50-100 mm. Brod su pokretala 2 turbine na ugljen i naftu snage svake od 23 000 KS koje su mogle potjerati brod brzinom do 29,4 čvora. Zbog slabog oklopa i relativno male maksimalne brzine broda, odlučeno je da se ne koristi u operacijama protiv drugih brodova, već kao podrška drugim jedinicama i za školovanje mornara.
Kobilica broda je bila položena 8. prosinca 1921., a brod je bio dovršen 7. siječnja 1925. godine. Iste godine u listopadu ulazi u aktivnu službu poslije uspješnih testova. Prvu je pregradnju doživio 1934. godine. Daljnje su bile 1937. i 1942. Promjene su se ticale antenskog sustava, dodavanja mogućnosti polaganja mina, a posljednja je donijela i radio-lokator. Brod je od 1926. do 1938. služio kao školski brod, a jedan od njegovih zapovjednika je bio Karl Donitz. Na svojim dugim plovidbama po svjetskim morima trebao je popraviti sliku javnosti o Njemačkoj. Neposredno prije rata su mu dodali mogućnost polaganja mina kojih je mogao ponijeti 120 komada.
Odmah na početku rata, 4. rujna 1939. u luci Wilhelmshaven je pogođen i to su bile prve žrtve Njemačke mornarice. No, krstarici time nije bila umanjena borbena sposobnost. U travnju 1940. brod je sudjelovao u osvajanju Norveške u akciji kod Osla zajedno s teškim krstaricama Blucher i Lutzow, trima torpiljarkama i osam minolovaca kao potpora desantu 2 000 vojnika. Kada je Blucher potonuo pogođen granatama 280 mm topova obalnih baterija i dvama torpedima, Lutzow i Emden su se povukli i iz udaljenosti ušutkali Norveške topove. Tek tada je mogao početi desant na kopno. Po završetku osvajanja Norveške i popravaka, patrolirao je u Norveškim vodama sve do napada na SSSR. 26. – 27. rujna 1941. vatrom iz svojih topova potpomagao je osvajanje Baltičkih otoka ispalivši na zemaljske ciljeve 600 granata najvećeg kalibra.
Poslije toga, pa do kraja rata nije sudjelovao više niti u jednoj borbenoj akciji, već su ga koristili kao školski brod i minopolagač na Baltiku i u Norveškim vodama. Pod kraj 1944. se nasukao u Oslovskom fjordu, te je zbog oštećenja bio poslan u Königsberg na popravak na Božić 1944. 3. siječnja ga zbog blizine Rusa prebacuju u Pillau. Odatle po osposobljavanju broda, početkom veljače 1945. godine zajedno s 1 000 izbjeglica, prenosi tijela pokojnog maršala von Hindenburga i njegove supruge iz Königsberga u Kiel kako njihovi posmrtni ostaci ne bi pali u ruke Rusa. Tu su ga pred sam kraj rata u luci Kiel više puta pogodile savezničke bombe koje su mu nanijele teška oštećenja. Vidjevši da nema svrhe čuvati više teško oštećeni brod, 26. travnja 1945. ga potpuno izbacuju iz mornaričke službe. Konačno 3. svibnja 1945. posada broda eksplozivom uništava do kraja oštećeni brod. Takav uništen nije nikoga više interesirao poslije rata, pa su ga postupno do 1948. godine potpuno izrezali.

## Karakteristike
- najveća dužina - 155,1 m (ili okruglo 156 m)
- dužina na vodenoj liniji - 150,5 m
- najveća širina - 14,3 m
- dubina gaza pod opterećenjem - 5,33 m
- težina praznoga broda - 5600 t
- težina broda pod punim opterećenjem - 7102 t
- broj članova posade - od 483 do 636